# Referendo à despenalização do aborto em Portugal (1998)
O referendo à despenalização do aborto em Portugal (1998) realizou-se no dia 28 de Junho de 1998, tendo sido o primeiro referendo realizado em Portugal e também o primeiro sobre este tema.
A questão foi a seguinte:
- "Concorda com a despenalização da interrupção voluntária da gravidez, se realizada, por opção da mulher, nas 10 primeiras semanas, em estabelecimento de saúde legalmente autorizado?"

Nessa campanha, ao contrário do que aconteceria em 2007, o então primeiro-ministro António Guterres, apesar de provir de um partido de esquerda, o PS, militou ao lado do Não pelos seus princípios morais e como Católico.
No entanto, como não votaram mais de cinquenta por cento dos eleitores, o referendo não teve efeito vinculativo.

## Posições Políticas
| Posição | Partido                      | Partido                     |
| ------- | ---------------------------- | --------------------------- |
| Sim     |                              | Partido Comunista Português |
| Sim     | Partido Ecologista Os Verdes |                             |
| Neutro  |                              | Partido Socialista          |
| Neutro  | Partido Social Democrata     |                             |
| Não     |                              | Partido Popular             |

## Resultados Nacionais
| Resposta   | Votos     | %      |
| ---------- | --------- | ------ |
| Sim        | 1.308.130 | 49,09% |
| Não        | 1.356.754 | 50,91% |
| Nulos      | 15.562    | 0,57%  |
| Brancos    | 29.057    | 1,07%  |
| Válidos    | 2.664.884 | 98,35% |
| Votantes   | 2.709.503 | 31,89% |
| Abstenções | 5.786.586 | 68,11% |
| Inscritos  | 8.496.089 | 100%   |
| Fonte      | Fonte     | [ 2 ]  |

## Resultados por Região
| Região | Região           | Votos   | Votos   | %     | %     | Votantes |
| Região | Região           | Não     | Sim     | Não   | Sim   | Votantes |
| ------ | ---------------- | ------- | ------- | ----- | ----- | -------- |
|        | Açores           | 39 899  | 8 368   | 82,66 | 17,34 | 48 946   |
|        | Aveiro           | 112 621 | 53 657  | 67,73 | 32,27 | 169 335  |
|        | Beja             | 7 114   | 25 477  | 21,83 | 78,17 | 33 120   |
|        | Braga            | 187 357 | 54 698  | 77,40 | 22,60 | 245 245  |
|        | Bragança         | 30 621  | 10 899  | 73,75 | 26,25 | 42 235   |
|        | Castelo Branco   | 28 330  | 25 341  | 52,78 | 47,22 | 54 710   |
|        | Coimbra          | 46 649  | 52 487  | 47,06 | 52,94 | 101 315  |
|        | Évora            | 10 417  | 28 137  | 27,02 | 72,98 | 39 117   |
|        | Faro             | 20 331  | 46 519  | 30,41 | 69,59 | 68 103   |
|        | Guarda           | 37 072  | 15 826  | 70,08 | 29,92 | 54 005   |
|        | Leiria           | 54 544  | 50 684  | 51,83 | 48,17 | 107 214  |
|        | Lisboa           | 177 721 | 377 086 | 32,03 | 67,97 | 564 274  |
|        | Madeira          | 49 733  | 15 681  | 76,03 | 23,97 | 66 740   |
|        | Portalegre       | 8 537   | 17 879  | 32,32 | 67,68 | 26 919   |
|        | Porto            | 253 141 | 189 603 | 57,18 | 42,82 | 450 361  |
|        | Santarém         | 48 581  | 63 273  | 43,43 | 56,57 | 114 082  |
|        | Setúbal          | 37 534  | 169 742 | 18,11 | 81,89 | 209 947  |
|        | Viana do Castelo | 54 506  | 19 365  | 73,79 | 26,21 | 75 045   |
|        | Vila Real        | 50 453  | 15 907  | 76,03 | 23,97 | 67 369   |
|        | Viseu            | 77 861  | 24 891  | 75,78 | 24,22 | 104 607  |